# Трейлраннинг

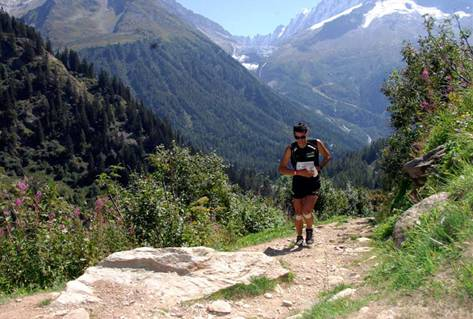
Килиан Хорнет на пути к своей победе в Монблан Ультратрейле, 2008 год

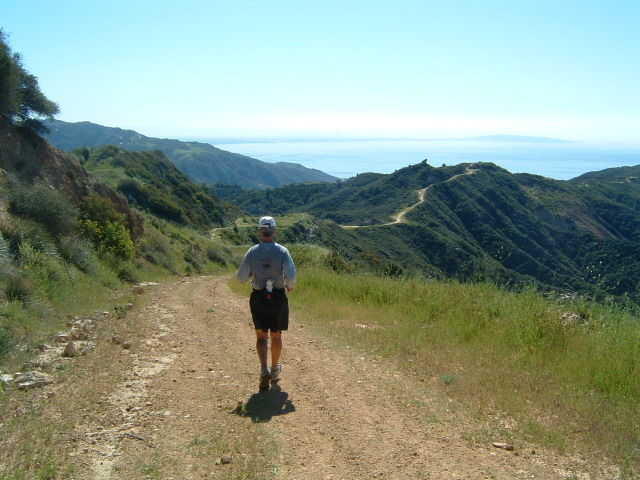
The Backbone Trail, горы Санта-Моника, Южная Калифорния

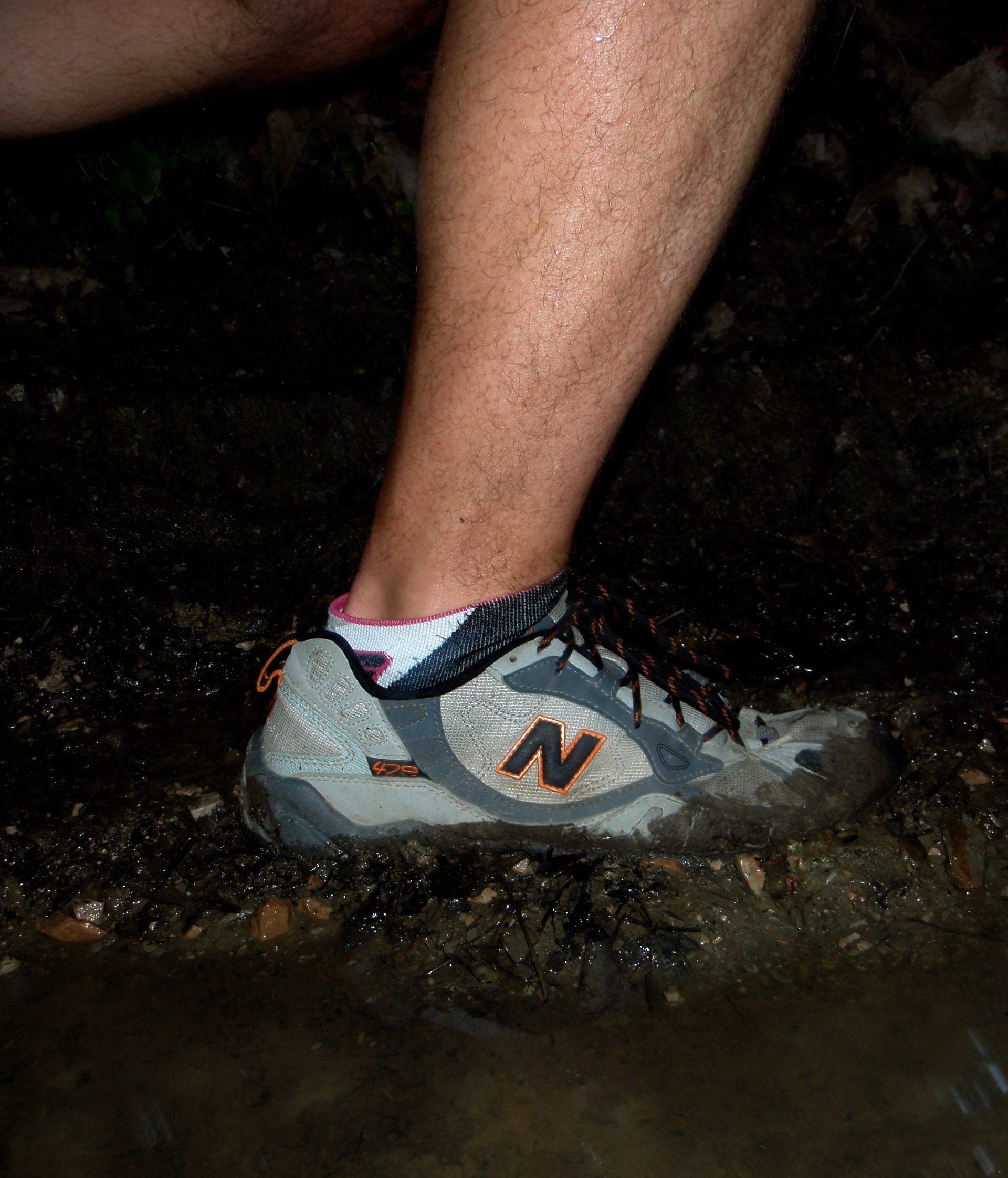
Трейловые кроссовки

Трейлраннинг (англ. trail running) — спортивная дисциплина, подразумевающая бег по природному рельефу в свободном темпе или в рамках соревнования. Включает в себя элементы кросса и горного бега. Главное отличие от кроссового бега заключается в ландшафте: для трейлраннинга обычно выбирают холмы и даже горы (перепад высот может превышать более тысячи метров), а также пустыни и густые леса. В черте города можно бегать по тротуарам, набережным, паркам.
Трейлраннинг называют ультралегким турпоходом: обычный поход за город может длиться до восьми дней, с прохождением в день 13—20 км с рюкзаком в 6—7 кг, в то время как трейлраннер покроет это расстояние за 3—4 часа с минимальным количеством вещей. Согласно специальному отчету по трейлраннингу, опубликованному Outdoor Industry Foundation в 2010 году, «4,8 млн американцев от 6 лет и старше занимались трейлраннингом в 2009 году». Исследование показало, что последователей дисциплины больше всего в горных штатах, на западе США и Калифорнии.
Британская атлетическая академия (Великобритания) официально признала эту дисциплину в 1995 году. В ноябре 2015 года ИААФ ввела его в качестве одной из дисциплин лёгкой атлетики.

## Экипировка
Многие трейлраннеры предпочитают специально разработанные кроссовки с очень рифлёной подошвой, которые намного жёстче, чем у обуви для обычного бега. Как правило, такая подошва делается из лёгкого, гибкого нейлонового пластика, который помогает защитить ногу от повреждений неровностями дороги. К тому же, кроссовки для этой дисциплины обычно выше асфальтных и имеют специальный устойчивый профиль подошвы для обеспечения устойчивости на неровных поверхностях.
Кроме того, необходима ветронепродуваемая, водонепроницаемая и хорошо выводящая наружу влагу одежда, бутылка для воды, солнцезащитный крем, солнечные очки, гетры, средство от насекомых. Также возможно использование треккинговых палок для увеличения скорости и устойчивости.

## Тренировки и соревнования
Трейлраннинг считается индивидуальным видом спорта, хотя тренировки, как правило, проходят в группах. Обычные беговые дистанции — 5 км, 10 км, 20 км, 30 км, марафон — 42 км, 50 км 70 км и 80 км; больше марафона — ультрамарафон. Так, в США проводится 100-мильный ультрамарафон Вестерн Стейтс (он же Вестерн Стейтс 100), в Европе наиболее известным является Монблан Ультратрейл, проходящий вокруг горы Монблан и собирающий ежегодно более 5000 участников.
Существует также много соревнований, которые включают в себя разные трассы в течение бегового сезона. Самое популярное из них — Grand Tree, в 2009 году в нём приняли участие 2100 человек, а также Rock/Creek Trail Series (1900 участников в 2009 г.), Montrail Ultra Cup (11 трасс в 2010). В Великобритании самое известное соревнование по трейлраннингу носит название «Lakeland Trails» (3000 бегунов в 2006).
В ЮАР трехдневное соревнование «Wildcoast Wildrun» проходит на трассе в 112 км вдоль красивейшего Дикого побережья. Другое популярное трёхдневное состязание «African-X» проводится в Клейнмонде (100 км от Кейптауна). Одно из самых сложных и в то же время самых престижных соревнований по трейлраннингу в ЮАР — «Marathon Distance Otter-African Trail Run» — проходит по маршруту знаменитого пятидневного Otter Trail. Другое ежегодное событие — восьмидесятикилометровый Peninsula Ultra Fun Run или просто «PUFfeR» — проводится на участке от Кейп-Пойнта до Кейптауна. Разновидность этого соревнования — «Tuffer Puffer», которое стартует там же, удваивает эту дистанцию. Но самое популярное состязание — «Trail Series» с 20-ю трассами в год и около 4100 участников. Также проводятся Rhodes Trail Run и Skyrun (в южной части Драконовых гор (Дракенсберг). Целую неделю в пустыне Калахари длится Kalahari Augrabies Extreme Marathon, дистанция 250 км.
В последнее время развиваются многодневные соревнования. Это GORE-TEX Transalpine Run в Европе (8 дней/250 км) и GORE-TEX TransRockies Run в Колорадо, США (6 дней/170 км).
Трейлраннинг сильно отличается от других видов бега тем, что в процессе соревнований или тренировок спортсмен наслаждается уединением с природой. Из-за небольшого количества участников вероятность, что придется бежать рука об руку с соперником, очень мала. Также спортсмен должен надеяться только на свой положительный настрой, так как рядом не будет публики, которая сможет болеть за него. Во время соревнований бегуны подкрепляются едой и напитками каждые 5-10 км. Несмотря на это, запас воды и еды также всегда должен быть с собой.
Кроме того, для трейлраннера важны навигационные навыки, несмотря на то, что соревнования обычно устраиваются на хорошо размеченных трассах. При тренировках на малознакомой местности рекомендуется использование карт.

## Адвенчур раннинг
Одной из разновидностью трейлраннинга является адвенчур раннинг или приключенческий бег.